# Тін-Фує-Табанкорт
Тін-Фує-Табанкорт – нафтогазове родовище на сході Алжиру, в басейні Іллізі.

## Загальна інформація
В 1960 році на Тін-Фує-Табанкорт відкрили розташований на глибині 2 км газовий поклад, який виявився газовою шапкою значного нафтового родовища, при цьому особливістю Тін-Фує-Табанкорт є залягання шапки зі значним зсувом на схід від нафтоносної частини. Поклади вуглеводнів пов’язані із пісковиками ашгільського ярусу (ордовик).
Розробку нафтового резервуару почав в 1967 році державний нафтогазовий концерн Sonatrach. Пік видобутку з показником у 85 тисяч барелів на добу припав на 1976 рік. З 1980-го для підтримки пластового тиску почали закачування води у периферійні зони, що дозволило тримати плато видобутку на рівні 60 тисяч барелів на добу протягом 16 років.
З плином часу вирішили узятись за розробку газової шапки, чого первісно уникали через можливий негативний вплив на вилучення нафти. Для цього в 1996-му створили новий консорціум у складі Sonatrach (51%), Total (26,4%) та іспанської Repsol (22,4%), а першу продукцію отримали в 1999-му. Того ж року вдалось досягнути проектної потужності у 20 млн м3 на добу, а станом на кінець 2001-го накопичений видобуток досягнув 17 млрд м3 газу, 2,2 млн тон зрідженого нафтового газу (ЗНГ) та 2,6 млн тон конденсату. Всього з родовища розраховували отримати не менше 1 млрд барелів нафтового еквівалента.
Станом на 2018-й рівень видобутку скоротився майже удвічі проти пікових значень, при цьому станом на 2021-й залишкові запаси родовища оцінювались у 49 млрд м3 газу, 84 млн барелів ЗНГ та 232 млн барелів конденсату та нафти.
Видача продукції відбувається:
- по газопровідному коридору Алрар – Хассі-Р'Мель (GR1/GR2);
- по спеціалізованому трубопроводу для ЗНГ Алрар – Хассі-Р'Мель (LR1);
- по конденсатопроводу Оханет – Хауд-Ель-Хамра.